# Lecanora melanommata
Lecanora melanommata är en lavart som beskrevs av C. Knight. Lecanora melanommata ingår i släktet Lecanora och familjen Lecanoraceae.   Inga underarter finns listade i Catalogue of Life.